# Voice〜辿りつく場所〜
「Voice〜辿りつく場所〜」（ヴォイス たどりつくばしょ）は、タイナカサチの11枚目のシングル。2010年1月20日にジェネオン・ユニバーサルから発売された。

## 概要
FATEシリーズに関連のシングルリリースは「code」以来で、タイナカが映画主題歌を担当するのは本作が初となる。表題曲「Voice」は劇場版「Fate/stay night　UNLIMITED BLADE WORKS」の主題歌として使用されており、表題曲の作詞とカップリングの作詞・作曲は自身が手掛けている。
売上は前作より大幅に上昇し、「会いたいよ。」以来7作ぶりにオリコンTOP20入りを果たした。

## 収録曲
1. Voice〜辿りつく場所〜 [5:17]
作詞：タイナカサチ、作曲：山元祐介、編曲：小山晃平
  - 劇場版『Fate/stay night　UNLIMITED BLADE WORKS』主題歌
2. 素直になって [4:07]
作詞・作曲：タイナカサチ、編曲：小山晃平
3. Voice〜辿りつく場所〜（instrumental）
4. 素直になって（instrumental）

## 収録アルバム
| 曲名                  | 収録アルバム  | 発売日        | 備考           |
| --------------------- | ------------- | ------------- | -------------- |
| Voice〜辿りつく場所〜 | 『LOVE×BEST』 | 2010年9月30日 | ベストアルバム |